# Chris Lai Lok-Yi
Chris Lai Lok-Yi 黎諾懿 (Hongkong, 15 juni 1980) werd als Lai Yat Seng (黎日昇) geboren en is een Hongkongse TVB acteur. Hij heeft op Tung Wah Group of Hospitals Yau Tze Tin Memorial college gezeten. 

## Filmografie
- Better Halves tvb  (2003)
- Hearts of Fencing (2003)
- Survivor's Law (2003)
- Dream of Colours (2004)
- Sunshine Heartbeat (2004)
- To Catch the Uncatchable (2004)
- Split Second (2004)
- Always Ready (2005)
- Safe Guards (2006)
- Welcome to the House (2006)
- Forensic Heroes(2006)
- Land of Wealth (2006)
- Glittering Days (2006)
- Ten Brothers (2007)
- Heart of Greed (2007)
- The Green Grass of Home (2007)
- Fathers and Sons (2007)
- Forensic Heroes II (2008)
- The Speech of Silence (2008)
- Moonlight Resonance (2008)
- Beauty of The Game (2009)